# 한림병원
한림병원(Hallym Hospital)은 인천광역시 계양구에 있는 종합병원이다.

## 역사
- 1991년 9월 : 정영호산부인과 개원
- 1995년 2월 : 한림산부인과로 명칭 변경 (확장 이전)
- 2000년 6월 : 의료법인 인성의료재단 설립
- 2000년 11월 : 인성의료재단 한림병원 개원
- 2003년 8월 : 신관 증축, 종합병원 승격
- 2003년 9월 : 지역응급의료센터 지정
- 2007년 2월 : 신관 증축
- 2011년 10월 : 3관 증축